# Municipio de Abalá
El municipio de Abalá es uno de los 106 municipios en los que se divide el estado mexicano de Yucatán. Su cabecera municipal es la localidad homónima de Abalá y se localiza en la Región 8 o Sur Poniente del estado. En 2005 era el 58.º municipio con mayor IDH en el estado siendo este de 0,7478.
Es una región agrícola y de comunidades campesinas cercana a la ciudad de Mérida.

## Toponimia
El nombre de Abalá (primitivamente Abalhá [pronúnciese "Abaljá"]) significa, literalmente, «lugar donde se toma el jugo (zumo) de ciruela», por derivarse de los vocablos mayas abal: ciruela y a', contracción de ja': agua.

## Historia
Durante la conquista española y durante la época colonial, el territorio del actual municipio de Abalá estuvo organizado bajo el régimen de la encomienda. Sus principales titulares fueron Francisco de Montejo el Mozo en 1549, Juan de Montejo Maldonado en 1607, el Conde Duque de San Lucas en 1632, la condesa de Olivares en 1633, Mariana de Guzmán, duquesa de Medina Cidoña en 1699 y Josefa Díaz Bolio con 211 indios bajo custodia en 1727.
El 18 de abril de 1902, las haciendas Maxal y Kambriche, pertenecientes al territorio de Abalá pasaron a formar parte del municipio de Muna. El 20 de enero de 1926, la finca del Cacao y la hacienda Yaxcopoil fueron incorporadas al territorio del actual municipio de Umán. El 17 de enero de 1936, la finca de Cacao regresó a ser parte del territorio de Abalá.

## Geografía
Ubicación
El municipio colinda al norte con los municipios de Mérida y Umán, al sur con Sacalum; al este con Tecoh y Timucuy y al oeste con Chocholá y Opichén. Pertenece el municipio a la denominada zona henequenera de Yucatán.

### Localidades
El municipio contiene y administra a 8 localidades y a la cabecera municipal; en 2010 solamente 7 de sus 8 localidades superaban los 200 habitantes y la suma de su población era de 4458 que junto con los 1890 de la cabecera sumaban 6348 habitantes, es decir, 99,87% de la población municipal.
| Localidades del municipio de Abalá                     |                   |                                             |         |           |
| Código INEGI                                           | Localidad         | Coordenadas                                 | Altitud | Población |
| 310010001                                              | Abalá             | 20°38′48″N 89°40′47″O / 20.64667, -89.67972 | 10      | 1890      |
| 310010003                                              | Mucuyché          | 20°37′20″N 89°36′15″O / 20.62222, -89.60417 | 10      | 494       |
| 310010005                                              | Sihunchén         | 20°41′31″N 89°40′53″O / 20.69194, -89.68139 | 10      | 334       |
| 310010006                                              | Temozón           | 20°41′23″N 89°39′08″O / 20.68972, -89.65222 | 21      | 760       |
| 310010007                                              | Uayalceh          | 20°41′40″N 89°35′38″O / 20.69444, -89.59389 | 10      | 2.323     |
| 310010008                                              | Peba              | 20°43′21″N 89°41′08″O / 20.72250, -89.68556 | 10      | 271       |
| 310010009                                              | Cacao             | 20°41′34″N 89°44′47″O / 20.69278, -89.74639 | 10      | 276       |
| 310010025                                              | San Juan Tehbacal | 20°43′08″N 89°37′49″O / 20.71889, -89.63028 | 10      | 1         |
| 310010027                                              | Víctor            | 20°39′38″N 89°40′54″O / 20.66056, -89.68167 | 10      | 2         |
| Fuente: INEGI (2010), Archivo Histórico de Localidaes. |                   |                                             |         |           |

## Demografía

### Religión
Según los resultados del censo realizado por el INEGI en 2010, el número de seguidores de alguna religión en el municipio era de 5.056 personas.
De acuerdo con el INEGI, 4.144 de los 6.356 habitantes del municipio profesaba la religión católica, esto es el 65,19% de la población, siendo la religión con más fieles en el territorio municipal. Mientras que 494 profesaba alguna religión protestante o evangélica y 418 alguna religión bíblicas no evangélica (adventistas, mormones y testigos de Jehová).
En 2010, también, la población sin religión en el municipio sumaba 1.265 habitantes, siendo el 19,9% de la población total.

### Grupos étnicos
De acuerdo al Censo de Población y Vivienda 2010 efectuado por el INEGI, la población mayor de 3 años hablante de alguna lengua indígena de México en el municipio era de 3.799 personas.

## Personas destacadas
- Daniel Ayala Pérez, compositor y violinista.